# براين أوليفر (لاعب كرة سلة مواليد 1968)
براين أوليفر (بالإيطالية: Brian Oliver)‏ مواليد 1 يونيو 1968 في شيكاغو، هو لاعب كرة سلة أمريكي/إيطالي سابق. بدأ مسيرته الاحترافية في سنة 1990. تم اختياره من قبل فريق فيلادلفيا سفنتي سيكسرز خلال الدرافت. يبلغ طوله 6 قدم 4 بوصة (1.9 م). اعتزل اللعب في 2007. أحرز خلال مسيرته في الإن بي إيه 389 نقطة بمعدل 3.3 نقاط في المباراة الواحدة.

## المسيرة الاحترافية
لعب مع فيلادلفيا سفنتي سيكسرز من سنة 1990 إلى 1992، ثم لعب مع واشنطن ويزاردز في سنة 1994، ثم لعب مع فيولا ريدجو كالابريا في الدوري الإيطالي في موسم 1996–1997، ثم لعب مع بالاكانسترو كانتو في موسم 1997–1998، ثم لعب مع أتلانتا هوكس في سنة 1998، ثم لعب مع فيولا ريدجو كالابريا في الدوري الإيطالي في موسم 1999–2000.

## روابط خارجية
- براين أوليفر على موقع إن بي أي (الإنجليزية)
- براين أوليفر على موقع سبورتس رفرنس (الإنجليزية)
- براين أوليفر على موقع كرة السلة الأوروبية.كوم (الإنجليزية)
- براين أوليفر على موقع كلية كرة السلة في سبورتس رفرنس.كوم (الإنجليزية)
- براين أوليفر على موقع ريلجم (الإنجليزية)
- براين أوليفر على موقع بروبوليرز (الإنجليزية)
- براين أوليفر على موقع سبورتس رفرنس (الإنجليزية)